# Ianto Evans
Ianto Evans (1949) è un ecologo, architetto e inventore britannico naturalizzato statunitense.
È noto per il suo lavoro nella costruzione, nella scrittura e nell'insegnamento riguardante l'edilizia naturale, il cob e le stufe, forni e riscaldatori ad alta efficienza alimentati a combustibile solido.

## Biografia
Ianto Evans, nato nel 1949 nel cuore della regione gallese, ha trascorso un'infanzia nelle vallate del Galles, dove ha sviluppato un profondo attaccamento alla natura e alle questioni ambientali. Dopo aver completato gli studi universitari, Evans si è trasferito negli Stati Uniti, attratto dalle molteplici opportunità che il nuovo mondo offriva. Qui, ha continuato a coltivare la sua passione per l'ecologia e la sostenibilità, promuovendo uno stile di vita in armonia con il pianeta. La sua vita è stata caratterizzata da un impegno costante verso la salvaguardia dell'ambiente e la diffusione di pratiche sostenibili. Insieme a Linda Smiley, ha costruito quella che potrebbe essere stata la prima casa di cob in Nord America, fondando successivamente la Cob Cottage Company e la North American School of Natural Building. Evans ha contribuito allo sviluppo di innovative tecniche agricole, adattando i fagioli fava ai climi americani e sviluppando una tecnica di piantagione policolture. Tra le sue invenzioni figura il riscaldatore a massa a razzo e la cucina Lorena, entrambi progetti ideati durante i suoi lavori in Guatemala e Costa Rica negli anni '70. Critico della civiltà industriale e dei metodi di costruzione moderni, Evans continua a essere un punto di riferimento nell'ambito dell'ecologia e della costruzione sostenibile, risiedendo attualmente negli Stati Uniti, vicino a Coquille, Oregon.